# 上野吉無田インターチェンジ
上野吉無田インターチェンジ（うえのよしむたインターチェンジ）は、熊本県上益城郡御船町にある九州中央自動車道のインターチェンジ（地域活性化インターチェンジ）である。

## 歴史
- 2018年（平成30年）
  - 10月17日 : IC名称が「上野IC（仮称）」から「上野吉無田IC」に正式決定[1]。
  - 12月16日 : 小池高山IC - 山都中島西IC間開通に伴い、供用開始[2]。

## 料金所
無料区間であり料金所はない。

## 接続する道路
- 直接接続
  - 熊本県道221号田代御船線

## 隣
E77 九州中央自動車道
(1)小池高山IC  - (2)上野吉無田IC - (3)山都中島西IC